# Bokutachi no Start
"Bokutachi no Start" (僕たちのスタート) é um single do músico japonês Hironobu Kageyama, lançado pela VAP em primeiro de julho de 1995.

## Produção

Artes combinadas dos singles

A faixa foi produzida para ser a abertura do anime Kyouryuu Boukenki Jura Tripper.
A composição e as letras ficaram a cargo de Chiaki Ishikawa, da banda See-Saw, creditada apenas como CHIAKI no single. Ishikawa é conhecida por seu trabalho em músicas de animes, com seu single "Prototype" tendo alcançado a terceira posição no Oricon Singles Chart.
Este single foi lançado no mesmo dia que o single "Sunday Island", interpretado por Mariko Kouda, que foi o encerramento do mesmo anime. As capas dos singles se complementam, tendo sido feita um arte só que foi dividida entre as duas capas. Curiosamente, "Sunday Island" foi escrita e composta por Yuki Kajiura, colaboradora de longa data de Ishikawa.

## Legado
Kageyama incluiu a canção  em seus álbum comemorativo Hironobu Kageyama 20th Anniversary Eternity.

## Faixas
| N.º            | Título                                      | Letras          | Música         | Arranjo          | Duração |  |
| 1.             | "Bokutachi no Start"                        | Chiaki Ishikawa | C. Ishikawa    | Akihisa Matsuura | 5:03    |  |
| 2.             | "Bokutachi no Start (TV Size Version)"      | C. Ishikawa     | C. Ishikawa    | A. Matsuura      | 1:12    |  |
| 3.             | "Bokutachi no Start (Instrumental Version)" | instrumental    | C. Ishikawa    | A. Matsuura      | 5:02    |  |
| Duração total: | Duração total:                              | Duração total:  | Duração total: | Duração total:   | 10:17   |  |